# Alfio Consoli
Alfio Consoli (né le 10 mai 1945 à Catane, en Sicile  et mort le 18 février 2007) était un dessinateur et un scénariste italien de bandes dessinées.